# 마징가 Z
마징가 Z(일본어: マジンガーZ, 영어: Mazinger Z, 미국에서는 Tranzor Z로 알려짐)는 일본의 만화가 나가이 고(永井豪) 원작의 슈퍼로봇 만화 시리즈 또는 이를 바탕으로 1972년에 제작 방영된 장편 TV 로봇 애니메이션이다.
 토에이 애니메이션에서 총 92화로 제작, TV를 통해 인기리에 방영되었으며, 주제가는 응원가로 사용되기도 하였다. 마징가 Z는 주인공이 조종하는 슈퍼로봇에 붙여진 이름으로, 평상시에는 광자력 연구소 내 폐수 처리장 격납고에 보관되는데, 이 시설물을 실제로 만들기 위한 예산 책정 과정을 설명하는 책이 출간되어 화제가 되기도 했다.

## 줄거리
슈퍼로봇 마징가 Z는, 일본의 후지산에서만 채굴할 수 있는 미지의 신원소 재패니움(75년 한국의 MBC 방영 때는 왜색을 피하기 위해 코레아늄으로 바꿔 부름)을 제련한 '초합금 z'로 만든 거대 로봇이다. 이 초합금 Z의 강도는 엄청나며, 이것으로 제작한 강철의 거인 마징가 Z는 카부토 코우지의 할아버지인 카부토 쥬죠가 헬 박사(Dr. Hell)로부터 평화를 지키기 위해 비밀리에 설계했다. 마징가 Z는 헬 박사가 바도스 섬에서 발견한 기계수들과 싸우고 있다. 마징가 Z는 약 20m의 크기에 여러 가지 살상용 병기를 장착하고 있는 로봇이다. 마징가 Z는 매번 헬 박사 수하의 아수라 남작, 브로켄 백작, 피그만 자작, 그리고 이들이 보낸 기계수들과 싸워 이김으로써 세계평화를 지키고 있다.

## 방영
《마징가 Z》는 일본에서 1972년 12월 3일부터 1974년 9월 1일까지 92화를 방영하였다. 마징가 Z는 평균 시청률 약 20% 이상을 기록한, 매우 인기가 많았던 만화영화였고, 특히 1974년 3월 17일 방송한 제 68화는 최고 시청률 30.4%를 기록하였다. 이렇게 《마징가 Z》가 인기를 끌 수 있었던 것은 매번 바뀌는 기계수(Mechanical Beasts)와 이전에 제작 · 방영된 유일한 로봇물 《철인 28호》에서는 볼 수 없었던 화려한 기술들 때문이며, 대한민국에서는 《우주의 왕자 빠삐》 후속편으로 1975년 8월 11일부터 1976년 2월 23일까지 문화방송(現 MBC)에서 방영되었고, 1978년 10월 21일에서 1980년 7월 26일까지 재방영되었다. 대원방송 계열인 애니박스에서 2018년 4월 21일부터 재더빙판을 방영하였다.

### 한국어판 제작

#### 문화방송

##### 목소리 출연
- 김영옥: 강쇠돌, 여 아수라
- 정순원
- 박일: 헬 박사
- 우문희: 강철
- 박소현: 윤애리
- 황민
- 김순민
- 김민섭
- 최병학: 서둘러 박사(강일원)
- 김현직: 남 아수라
- 김석옥: 여 아수라

##### 우리말 제작
- 번역: 신순남
- 녹음: 최경환
- 음향: 송태윤, 류도일
- 기획 지휘: 금일봉
- 연출: 김기만

##### 주제가
- 작곡: 와타나베 주메이(Chumei Watanabe)/ 편곡: 마상원 / 작사: 윤석중 / 노래: 별셋(1975년)& 배영근, 강애리자(1976년)& 이지혜(1978년)

#### 화성 비디오·대영팬더

##### 목소리 출연
- 최수민: 강쇠돌

#### 대원방송

##### 목소리 출연
- 김영선: 강쇠돌
- 정미숙: 윤애리
- 문관일: 헬 박사
- 권혁수: 윤현조
- 최낙윤: 강일원, 대장
- 이창민: 남 아수라
- 김은연: 여 아수라
- 이다은: 강철
- 손선영: 루미
- 강구한: 브로켄
- 정의한: 내레이션
- 이승행: 고뭉치
- 김진홍: 여삼각
- 강은애: 미라
- 그 외: 원에스더

##### 주제가
- 노래: 민경훈

## 후속작
《마징가 Z》가 흥행에 성공한 후, 토에이 애니메이션은 《마징가 Z》의 후속편 격인《그레이트 마징가》를 제작한다. 마징가 Z 만화책의 속편으로 그레이트 마징가 만화책이 발매된 상황이었다.《그레이트 마징가》는 《마징가 제트》의 계보를 잇는 작품이라고 할 수 있다. 최종회에서, 카부토 코우지의 아버지인 카부토 켄죠가 제작하고 츠루기 테츠야가 조종하는 그레이트 마징가로 카부토 코우지와 힘을 합쳐 미케네 제국의 7대 장군과 지옥 대원수, 야누스 후작 등의 악의 무리들을 모두 쓰러뜨리고 평화가 찾아오게 된다.
그리고 1975년 다른 후속작인 《UFO 로봇 그렌다이저》(미국판은 Force Five: Grandizer)가 등장하여, 《마징가 Z》의 스토리를 일부 담았다. 카부토 코우지가 서포팅 캐릭터로 나오며, 만화는 극장판으로도 제작되었다. 《마징가 Z vs 데빌맨》이 등장하고, 《마징가 Z vs 암흑대장군》도 있다.
원작 애니메이션이 방영을 시작한 1972년 이후 약 30년이 지난 2001년, 나가이 고의 회사인 다이나믹 플래닝에서는 신작 마징가 시리즈인 《마징카이져》를 발표하였고, 2003년 러닝타임 60분으로 무삭제로 출시된 마징카이져의 극장판인 《마징카이져 사투! 암흑대장군》을 개봉하였다.
2009년에는 《자이언트로보 THE ANIMATION 지구가 멈추는 날》의 이마가와 야스히로를 감독으로 BEEMEDIA CODE에서 마징가의 리메이크판인 《진마징가-충격!Z편-》을 총 26편으로 제작하였다.

## 대한민국의 국가대항전 응원가
대한민국에서는 과거 일본의 문화를 검열했었던 역사가 있었기 때문에, 해당 애니메이션을 방영할 때 일본의 애니메이션이라는 사실을 숨기고 방영하였으며, 당시 대부분의 한국인들은 이 애니메이션이 한국 고유의 애니메이션이라는 생각을 하게 되었다. 결국 주제가가 축구 응원가로서까지 사용하게 되었고, 이 과정에서 한일전이 진행되었을 때 일본 측에서 "저 노래는 '소라니 소비에루 쿠로가네노시로(하늘로 치솟은 강철의 성채)'로 시작하는 일본의 마징가Z 주제가가 원곡이다" 라고 주장하였고 이는 사실로 밝혀졌다.

## 로봇 설정
호버 파일더, 제트 파일더
마징가 Z의 두뇌부분이다. 주인공인 카부토 코우지(강쇠돌)는 이것을 타고 마징가 Z와 합체해서 마징가 Z를 조종한다. 조종석은 쥬죠가 오토바이를 잘 타는 자신의 손자를 위해서 오토바이처럼 만들어 놓았다고 한다. 프로토타입 로봇의 정식 명칭은 Energer Z(Iron Z)이었고, 오토바이로 로봇의 등에 있는 발판을 타고 올라 머리 부분에 합체하는 방식이었으나 마징가 Z로 명칭이 바뀐 이후 호버크래프트의 일종인 호버 파일더(hover pilder) 합체 방식으로 변경된다. 합체시 외치는 구호는 파일더 온!이다. 참고로, 마징가라는 명칭은 Ma Jin에서 유래했으며, 'demon god'을 의미한다. Energer Z의 오토바이 합체 아이디어는 '다이애나 A' 로봇에 다시 차용된다. 후에 고곤 대공에 의해 호버 파일더는 파괴되고, 광자력 연구소에서 공격능력, 비행속도 모두 호버 파일더에 비해 월등히 우수한 새로운 제트 파일더를 만든다. 제트 파일더는 호버 파일더의 좌우날개 끝 원형 프로펠러 대신 제트 엔진을 사용한다.
- 길이: 5.6 미터
- 너비: 3.2 미터
- 높이: 3 미터
- 무게: 260 킬로그램
- 상승 한도: 10,500 미터
- 상승 속도: 120km/h
- 최고 속도: 마하 3
- 출력: 20,000 마력

마징가 Z
- 주동력: 광자력 에너지
- 장갑: 초합금Z
- 높이: 18 미터
- 무게: 20 톤
- 목 둘레: 5.6 미터
- 가슴 둘레: 13.6 미터
- 팔 둘레: 5.3 미터
- 다리 둘레: 6.2 미터
- 팔 길이: 7 미터
- 다리 길이: 9 미터
- 걷는 속도: 50km/h
- 뛰는 속도: 360km/h
- 수영 속도: 20 노트(=36km/h?)
- 비행 속도: 마하 3(=3672km/h)
- 한계 고도: 630 미터
- 무게 한도: 150 톤
- 마력: 65,000 마력

무장
광자력 빔
광자력 에너지를 눈으로 집결시켜 발사하는 레이저. 그 위력은 약 10톤급의 TNT폭탄이 터진 것과 같다고 한다. 이것은 1972년에 나온 마징가 Z에서는 가장 기본 무기였지만, 진 마징가 충격! Z편에서는 최강급 필살기가 됐다.
로켓 펀치
마징가 Z의 가장 기본적인 기술. 말 그대로 주먹이 로켓처럼 날아가는 기술이다. 공격 후 마징가 Z의 팔에 다시 붙는다.
루스트 허리케인
마징가 Z의 입 부분에서 발사되는 강력한 바람이다. 이 바람에는 황산이 들어있어서 맞는 순간 원자까지 분해된다.
브레스트 파이어
가슴에 있는 붉은색 재패니움(한국명 코리니움) 방열판에 광자력 에너지가 집결되어서 약 섭씨 3만 도가 되는 열을 만들어 빔으로 발사한다. 이 빔을 맞으면 어중간한 기계수들의 장갑은 모두 다 녹아버린다. 슈퍼로봇대전에서는 코우지와 테츠야의 협동기술로, '더블 버닝 파이어'가 있다. 슈퍼로봇대전MX에서는 그랜다이저, 겟타로보와 함께 '파이널 다이나믹 스페셜'이라는 기술을 사용한다.
아이언 커터
로켓 펀치에 도끼날과 같은 장비를 장착시켜 로켓 펀치의 살상력을 더더욱 높인 기술. 이 무기는 마징가 Z가 가진 무기 중 유일하게 초합금 Z에 상처를 입힌다고 한다.
드릴 미사일
팔꿈치 쪽 관절에서 발사되는 드릴 모양 미사일. 이 기술은 보통 로켓 펀치가 돌아오기 전에 발사하는 기술이다.
대차륜 로켓 펀치
마징가 Z의 팔을 마구 회전시켜 그 회전력을 이용해 날리는 로켓 펀치의 위력을 높인 기술.
냉동 광선
적을 얼리는 기술. 마징가 Z의 얼굴 양쪽의 뿔에서 발사되는 기술이다.
핑거 미사일
이름 그대로 손가락 발사시켜 공격하며, 사용 후에는 로켓 펀치를 쓸 수 없게 된다.
제트 스크랜더
제트 스크랜더가 마징가 Z에게 장착되면 마징가 Z는 비행이 가능하며, 적과 공중에서 전투도 가능하고 피할 수도 있다. 제트 스크랜더는 광자력 연구소와 떨어져 있는 비밀 발사대에서 발사되며, 마징가 Z가 있는 장소로 날아가서 마징가 Z가 점프 시 뒤로 와서 벨트처럼 붙는다. 구호는 "스크랜더 크로스!"이다.
- 날개 길이: 12.8 미터
- 무게: 1 톤
- 최고속도: 마하 3
- 한계고도: 20,000 미터
- 무장
  - 스크랜더 커터: 제트 스크랜더의 날개로 적을 공격하는 기술.
  - 사우전 크로스 나이프: 제트 스크랜더에서 발사되는 수리검과 비슷한 무기.

## 같이 보기
```
미즈키 이치로
```

## 참고 문헌
- 마에다건설 판타지 영업부, 《마징가 Z 지하기지를 건설하라! (공상과학현실화프로젝트1)》, 스튜디오본프리, 2005